# 納銭方
納銭方（のうせんかた/なっせんかた）とは、室町幕府が土倉役・酒屋役を徴収するために土倉・酒屋の有力者から任命した徴税委託の機関である。土倉役・酒屋役は御料所や段銭・棟別銭などと並ぶ室町幕府の主たる財源の一つであり、明徳4年の制法により年間6,000貫文が納められることが定められた。当初は複数の山徒（比叡山延暦寺の衆徒）の土倉（山門土倉）によって構成される土倉方一衆がその任に当たっていたが、次第に生じるようになった戦乱や土一揆による納銭の減少を食い止めようとする幕府は、その役目を山門土倉ではない洛中の土倉・酒屋にも担わせることがあった。
「納銭方」という語には納銭徴収の幕府機関あるいは請負機関を指すとする通説があるほか、納銭そのものや納銭の出納ルート、あるいは賦課対象としての土倉・酒屋を指していたと考える研究者もいる。

## 「納銭方」が意味するもの
史料にみられる「納銭方」に早くに注目したのは小野晃嗣（1904-1942）で、現納を扱う倉奉行に対して金納を扱ったのが納銭方であったと考え、これを幕府機関の一つとして捉えた。この小野の見解を現実的ではないと考えた桑山浩然（1937-2006）は、納銭方は土倉役・酒屋役の収納請負機関であるとの見解を示した。五味文彦は従来の研究では同一視されていた納銭方と納銭方一衆とを区別し、納銭方は政所執事代の管轄下にある幕府機関であって、納銭方一衆はその下で土倉役・酒屋役の徴収を行ったとした。
一方で田中淳子は納銭方を「御料所」とする史料を示し、これを幕府機関ととらえることは不適当で、むしろ納銭そのものを指すと解する。また、折紙方を出納ルートあるいは折紙銭そのものを指すとする桜井英治の見解を参考に納銭方も納銭の出納ルートを指す語でもあるとしているほか、納銭の賦課対象である土倉・酒屋を指す用例も指摘している。

## 歴史

### 室町幕府による土倉・酒屋への課税
京都では鎌倉時代後期から土倉・酒屋が急速に発展してきた。延暦寺に代表される有力寺院や朝廷の造酒正（押小路家）などはこうした土倉や酒屋を支配下においてそこから税を徴収していた。
3代将軍足利義満が在任していた応安4年（1371年）に後光厳天皇譲位のための諸経費を補うためとして京都の土倉より土倉役を徴収し、明徳4年（1393年）には「洛中辺土散在土倉并酒屋役条々」という5ヶ条からなる法令を出した。これにおいて幕府は造酒正が朝廷財政に納入する分などを例外として、諸権門が土倉・酒屋より税を徴収することを禁じ、その代償として土倉・酒屋が年間6,000貫文を幕府に納税することとなった。実際にはこの規定額を上回る納銭が納められていた時期もあり、たとえば永享2年（1430年）には年間11,000貫文余りが進納されたとの記録が残されている。徴収された納銭は主として将軍家の日常経費や政所年中行事の費用を賄うために用いられた。

### 納銭方の成立
京都の土倉・酒屋を支配下に置いた幕府は、「衆中」と呼ばれていたそれぞれの業者内の有力者が責任者となって幕府に代わって徴税を行い、その収入を幕府に納付する方針を採った。その責任者が納銭方であり、衆中は納銭方一衆あるいは土倉方一衆と称される。納銭方一衆と土倉方一衆を区別し前者を後者の代表とみなすこともあるが、少なくとも15世紀前半において両者は区別されていなかったと考えられている。この「土倉方一衆」は幕府側からの呼称でその実態は在京の有力山門土倉であった馬上一衆であった可能性が指摘されており、幕府は鎌倉時代より続くこの山門土倉をそのまま役銭の徴収に利用して山門の反発を押さえようとしたと考えられている。なお、納銭方一衆を通すことなく役銭を政所に直接進納するルート（直進）も存在した。
なお、記録上において納銭方の中に法体の姿を取って正実坊のように｢○○坊｣と名乗る有力土倉と、中村や沢村などの俗人の酒屋が存在する。こうした納銭方であった土倉の中には公方御倉に任じられる者も存在した。

### 徳政令と財政再建
ところが、6代将軍足利義教以後になると状況が変わってくることになる。まず、土一揆などによって徳政令が出されると、それによって打撃を受けた土倉を救済するために土倉役を免除しなければならなかった。嘉吉元年（1441年）に生じた嘉吉の徳政一揆とこれをうけての徳政令によって徴税ができなくなったため、幕府は土倉方一衆への徴収委任を取りやめて奉行人奉書による賦課と籾井の御倉への収納に改め、さらに納銭の賦課対象を「日銭屋」と呼ばれる高利・日歩の新興金融業者や「味噌屋」にまで拡げることで、収入の回復を図った。しかしながら洛中洛外における賦課対象の把握は奉行人の実務的負担が大きいため、やがて幕府は納銭徴収者を個別に補佐して徴収と収納を行わせることとした。幕府はこの徴収者―納銭方御倉、納銭方衆中、政所納銭一衆、納銭衆などと呼ばれた―を1名から3名程度の少数のみに指定することによって、従来は土倉方一衆が得ていたであろう中間得分を抑制して収入減収に歯止めをかけようとしたようである。

### 室町幕府の衰退と納銭方
応仁の乱後には納銭が著しく減少し、明応5年（1496年）には毎月80貫文が請け負われるまでになった。また戦乱により土倉・酒屋はもとより土倉方一衆（馬上一衆）までもが四散し徴税が困難になったため、これまでの山門土倉ではなく俗人の酒屋とされる中村や沢村などが徴収を行うようになった。さらに幕府は「請酒」と呼ばれる小売専門の酒屋や「日銭屋」に対しても課税を行うよう改めて徹底することで税収低下を抑制しようとするが、税収回復は困難であった。その後天文8年（1539年）に天文法華の乱の影響による土倉役・酒屋役の減少への対策として管領細川晴元が明徳以来度々納銭方や公方御倉を務めた延暦寺系の土倉「正実坊」による納銭方業務の請負一任（事実上の独占化）が決定されると、土倉や酒屋がこれに強く反対して幕府への直納（直進）を要求するに至った。だが、晴元はこれを拒絶し、同21年（1552年）には｢正実坊｣と同じく老舗業者であった「玉泉坊」も納銭方の地位確認を求めて訴訟を起こしたが認められなかった。なお天文8年頃の納銭は月7貫文から10貫文程度にまで減少しており、もはや土倉役・酒屋役は将軍家の要脚を担うのに十分な財源ではなくなっていた。納銭方は天正元年（1573年）の室町幕府解体とともに廃止されるが、当時の正実坊の当主であった正実坊掟運は織田信長によってそのまま徴税担当に起用されており、その仕組みは織田政権によって吸収されていったと考えられている。